# Харбоу, Теа фон
Теа Габриэла фон Харбоу (нем. Thea Gabriele von Harbou; 27 декабря 1888 — 1 июля 1954) — немецкая актриса, автор сценариев нескольких классических экспрессионистских фильмов и написанных на их основе романов.

## Биография
Родилась 27 декабря 1888 года в Тауперлице под Хофом (Зале) в семье прусских аристократов: барона Теодора фон Харбоу и его жены Клотильды Констанс. Её детство прошло в Нидерлеснице. В Дрездене посещала гимназию королевы Луизы. В школьные годы увлекалась романами Карла Мая, писала стихи для провинциальных газет. В 1902 году на свои деньги издала первый сборник стихов. В 1905 году берлинский журнал «Deutsche Roman-Zeitung» опубликовал её первый роман «Если настанет утро». В 1906 году фон Харбоу дебютировала как актриса в театре в Дюссельдорфе, затем выступала в театрах в Веймаре, Хемнице и Ахене. В Ахене 28 сентября 1914 года вышла замуж за актёра Рудольфа Кляйн-Рогге. После успеха у публики её романа «Идущие по нашим стопам» (1910) и сборника «Война и женщины» (1913) фон Харбоу оставила сцену и стала профессиональной писательницей. В 1915 году она поселилась с мужем в Нюрнберге, в 1918 году пара переехала в Берлин. В 1919 году началась работа в кино.
В 1920 году фон Харбоу в соавторстве с Фрицем Лангом написала свой первый киносценарий, по которому Джоэ Май поставил двухсерийный фильм «Индийская гробница». Впоследствии этот роман выдержал ещё две экранизации. Во время работы над «Индийской гробницей» фон Харбоу рассталась с мужем и сблизилась с Фрицем Лангом. 26 августа 1922 года она вышла за него замуж. Вместе они написали сценарии ставших классическими фильмов Ланга «Усталая смерть» (1921), «Доктор Мабузе — игрок» (1922), «Нибелунги» (1924), «Метрополис» (1927), «Женщина на Луне» (1929), «М» (1931). В этот период фон Харбоу написала также ряд сценариев для фильмов других режиссёров — в том числе Фридриха Вильгельма Мурнау, Карла Теодора Дрейера, Артура фон Герлаха.
С октября 1931 года Ланг и фон Харбоу жили раздельно. 20 апреля 1933 года их брак был расторгнут. Примерно до 1939 года фон Харбоу жила с индусом Тендулькаром, с которым познакомилась в 1932 году.
Ланг эмигрировал, Теа фон Харбоу — с начала 1933 года председатель союза немецких авторов звукового кино — продолжила активно работать как сценарист вплоть до крушения Третьего рейха. В двух фильмах выступила в качестве режиссёра — «Элизабет и шут» (1933) и «Вознесение Ханнеле» (1934) по пьесе Герхарта Гауптмана.
В 1945 году фон Харбоу, член НСДАП с 1940 года, была ненадолго интернирована британскими оккупационными властями. С конца 1940-х годов участвовала в дубляже английских фильмов, а также написала несколько романов и сценариев.
Скончалась 1 июля 1954 года в Берлине.

## Избранная фильмография
- 1920 — Блуждающий образ / Das wandernde Bild, реж. Фриц Ланг
- 1921 — Индийская гробница / Das indische Grabmal, реж. Джоэ Май
- 1921 — Усталая смерть / Der müde Tod, реж. Фриц Ланг
- 1922 — Доктор Мабузе — игрок / Dr. Mabuse, der Spieler, реж. Фриц Ланг
- 1922 — Призрак / Phantom, реж. Ф. В. Мурнау
- 1923 — Изгнание / Die Austreibung, реж. Ф. В. Мурнау
- 1924 — Нибелунги / Die Nibelungen, реж. Фриц Ланг
- 1924 — Финансы великого герцога / Die Finanzen des Großherzogs, реж. Ф. В. Мурнау
- 1925 — Хроника Грисхуса / Zur Chronik von Grieshuus, реж. Артур фон Герлах
- 1927 — Метрополис / Metropolis, реж. Фриц Ланг
- 1928 — Шпионы / Spione, реж. Фриц Ланг
- 1929 — Женщина на Луне / Frau im Mond, реж. Фриц Ланг
- 1931 — М / M — Eine Stadt sucht einen Mörder, реж. Фриц Ланг
- 1932 — Завещание доктора Мабузе / Das Testament des Dr. Mabuse, реж. Фриц Ланг